# Nevrina procopia
Nevrina procopia là một loài bướm đêm trong họ Crambidae.

## Hình ảnh

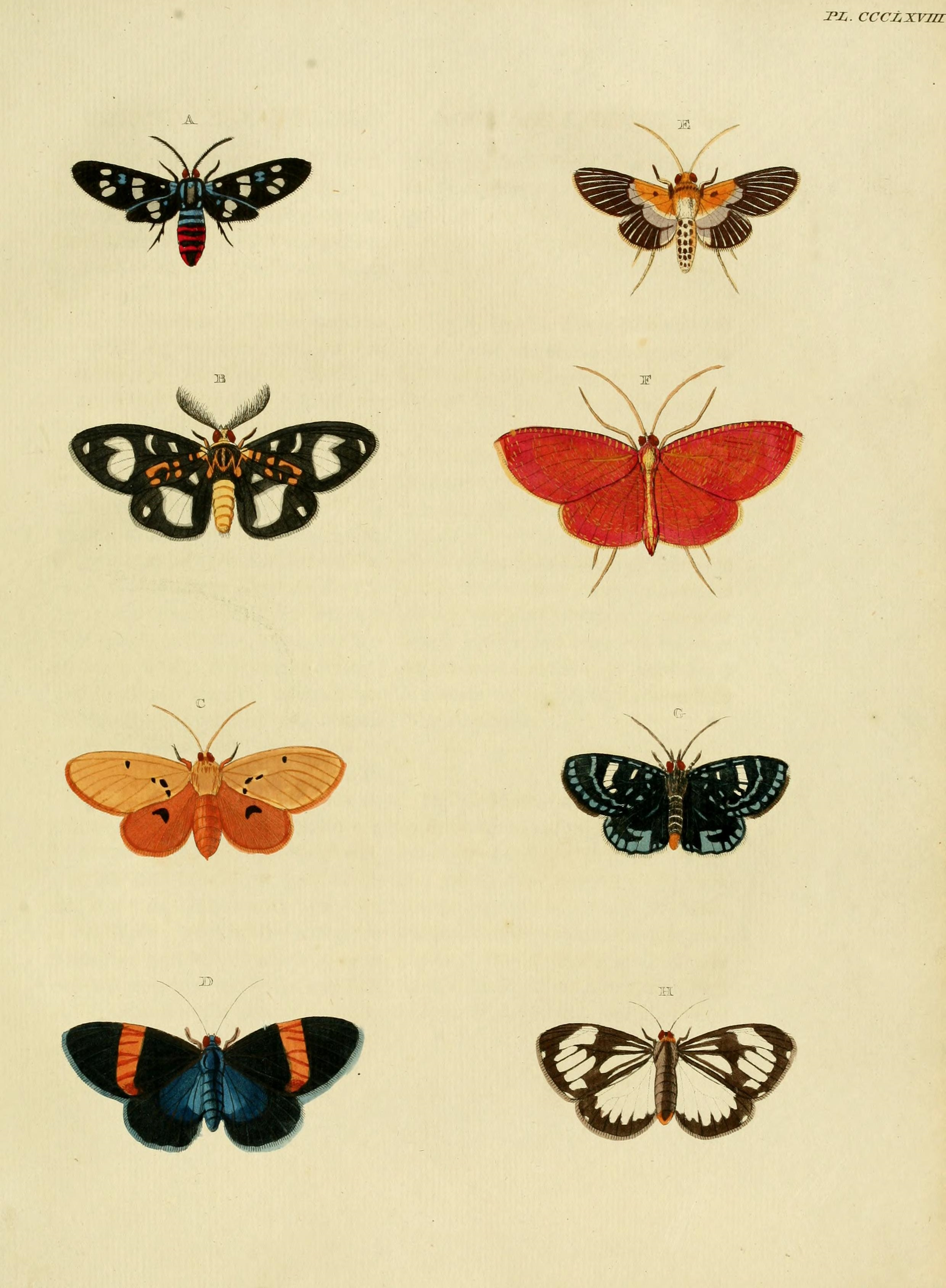